# Philippe Tison
Pour les articles homonymes, voir Tison.
Philippe Tison, né le 24 novembre 1961 à Lobbes, est un homme politique belge, membre du Parti socialiste (PS).

## Biographie
Philippe Tison nait le 24 novembre 1961 à Lobbes.
Le 19 septembre 2019, étant suppléant de la liste PS dans la circonscription de la province de Hainaut, il devient député fédéral à la Chambre des représentants à la suite de l'entrée de Elio Di Rupo au poste de ministre-président du gouvernement wallon.

## Instruction judiciaire
Depuis septembre 2020, une instruction judiciaire est en cours à l’encontre de Philippe Tison. L’objet de cette enquête concerne des présomptions de trafic d’influence, corruption et détournements de biens publics dans le cadre de ses fonctions,.